# Bateria do Morro de São Januário
A Bateria do Morro de São Januário localizava-se no antigo morro do Descanso, também conhecido como morro de São Januário, alto da Sé, alto de São Sebastião, ou simplesmente morro do Castelo (hoje desaparecido), no centro histórico da cidade e estado do Rio de Janeiro, no Brasil.

## História
Esta bateria sucedeu o Reduto do Morro de São Januário, que remontava a 1572, artilhado com uma peça, como ilustrado no mapa de Jacques de Vau de Claye ("Le vrai pourtrait de Geneure et der cap de Frie par Jqz de vau de Claye", 1579. Bibliothèque Nationale de France, Paris), que registra a cidade do Rio de Janeiro e suas defesas.
Após a invasão do corsário francês Jean-François Duclerc (Agosto de 1710), por ordem do governador da capitania do Rio de Janeiro, Francisco de Castro Morais (1710-1711), a Fortaleza de São Sebastião do Castelo foi reconstruída e a sua artilharia reforçada. Procedeu-se do mesmo modo com o complemento da sua defesa sul, reconstruindo-se o Reduto ou Bateria de São Januário, que se encontrava artilhado com onze peças no ano seguinte, ao tempo da invasão do corsário francês René Duguay-Trouin (Setembro de 1711). Uma fonte francesa coeva, entretanto, indica que se encontrava artilhado com dez peças.
O "Relatório do Marquês de Lavradio, Vice-Rei do Rio de Janeiro, entregando o Governo a Luiz de Vasconcellos e Souza, que o sucedeu no vice-reinado", datado do Rio de Janeiro em 19 de Junho de 1779, informou:
"Deste mesmo modo [fortificação de campanha, com planta que mandou fazer] (…) assim o pratiquei no sítio de S. Januário, que fica na altura onde era a Sé Velha; cujo sítio é sumamente vantajoso para defender toda a praia de N. Sra. da Ajuda, e as estradas que há para esta capital de todas as partes de que quizerem vir a ela, que desembarcam desde a praia do Bota-Fogo até às daquele sítio." (p. 428) (RIHGB, Tomo IV, 1842. p. 409-486.).
Sob o governo do Vice-rei D. José Luís de Castro (1790-1801), foi novamente reparada e reforçada.
SOUZA (1885) informa que, à época (1885), esta estrutura, desmantelada, servia de residência particular (op. cit., p. 110).
No início do século XX desapareceu com o desmonte do morro do Castelo, obra promovida pelo prefeito do então Distrito Federal, Carlos Sampaio (1920-1922), para dar lugar aos pavilhões da Exposição Internacional que comemorou, no Rio de Janeiro, o Centenário da Proclamação da Independência.